# Área C de Milán

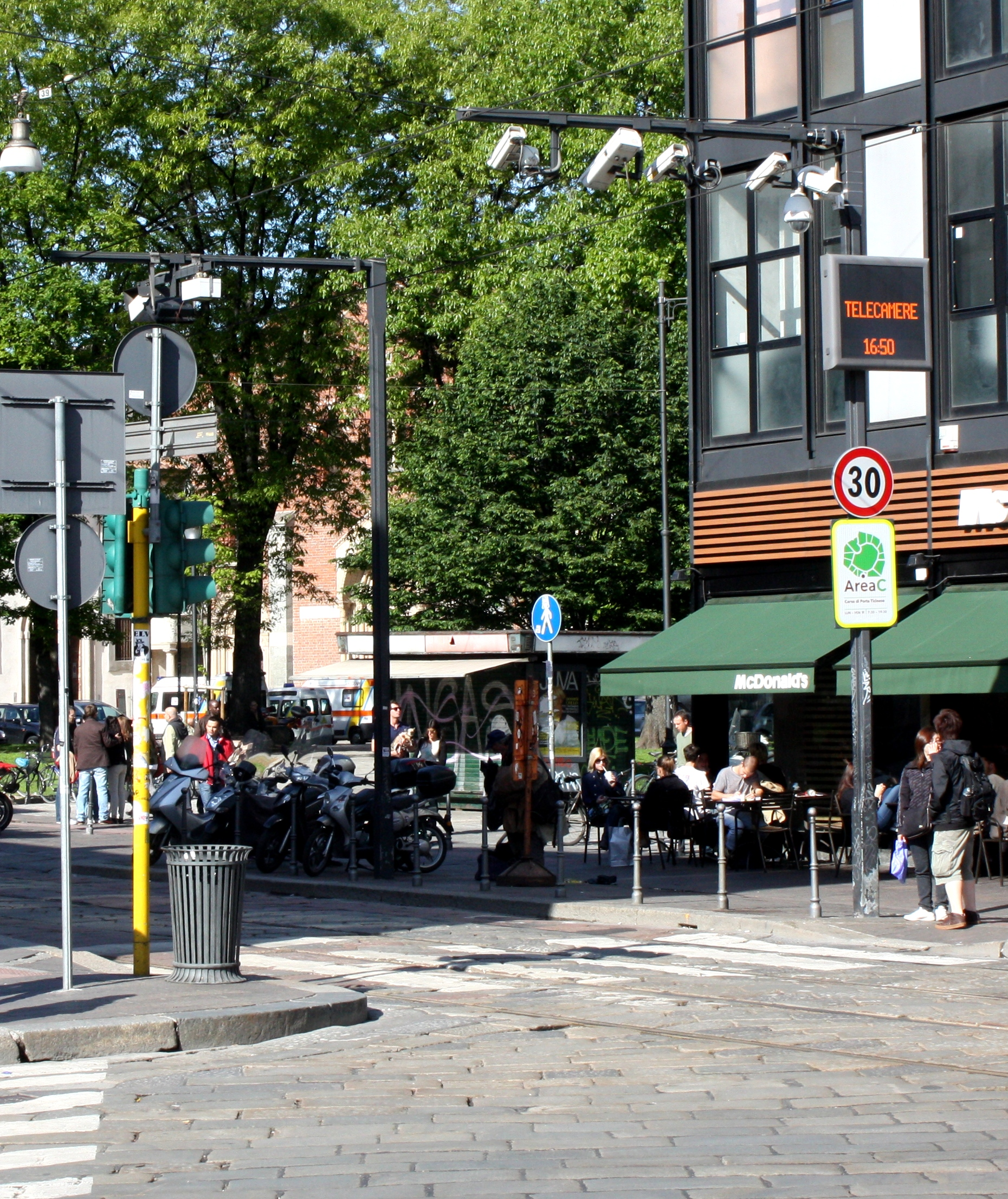
Puerta del área C en Porta Ticinese

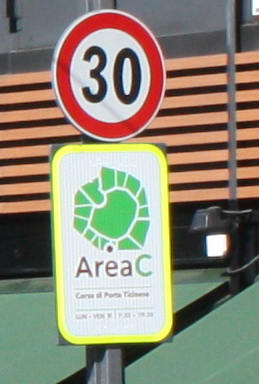
Signo de área C

El Área C es una tarifa de congestión activa en el centro de la ciudad de Milán, Italia. El Área C se introdujo el 16 de enero de 2012, reemplazando el anterior cargo por contaminación Ecopass. Se basa en la misma zona de tráfico restringido designada o ZTL (en italiano: Zona a Traffico Limitato), correspondiente a la zona central de Cerchia dei Bastioni. El ZTL abarca aproximadamente 8,2 kilómetros cuadrados (3,2 mi²) y 77.000 habitantes (4,5% y 6% del total de la ciudad, respectivamente). El área es accesible a través de 43 puertas, monitoreadas por cámaras de video . 
El Área C comenzó como un programa piloto de 18 meses basado en la implementación parcial de los resultados de un referéndum que tuvo lugar en junio de 2011. El objetivo del programa era reducir drásticamente los atascos crónicos que se producen en la ciudad de Milán, promover la movilidad sostenible y el transporte público y disminuir los niveles de smog existentes que se han vuelto insostenibles desde el punto de vista de la salud pública.[cita requerida] El Área C fue aprobado como programa permanente el 27 de marzo de 2013.

## Antecedentes
Milán tiene una de las tasas de propiedad de automóviles más altas de Europa, ya que más de la mitad de los ciudadanos de Milán usan automóviles privados y motocicletas, ocupando el segundo lugar, después de Roma, y estando entre las más altas del mundo. La ciudad también tiene la tercera concentración más alta de material particulado en el aire entre las grandes ciudades europeas, tanto en términos de nivel medio anual como de días de superación del límite de PM10 que, según lo establecido por la Unión Europea, debe ser de un máximo de 50 microgramos por metro cúbico, según un estudio de 2007 respaldado por varios organismos ambientales. Debido a sus persistentes problemas de contaminación del aire y los problemas de salud asociados, en 2007, y durante un período de prueba, la ciudad prohibió la circulación a 170.000 automóviles y motocicletas que no pasaban los estándares de emisiones ambientales.  
En enero de 2008, la alcaldesa de Milán, Letizia Moratti, lanzó el programa Ecopass esperando una reducción del 30% en los niveles de contaminación y una reducción del 10% en el tráfico. El programa impuso un cargo a los vehículos con niveles más altos de contaminación. Ecopass supuso un incentivo para que los automovilistas compraran coches menos contaminantes y en pocos años el número de coches con acceso gratuito, por ser menos contaminantes, fue mayoritario. A pesar de que estos vehículos tenían motores menos contaminantes, el acceso libre no fue tan eficaz respecto al problema de la congestión. Esta tendencia contribuyó a volver a los niveles de tráfico anteriores y al mismo tiempo a reducir los ingresos recaudados. Esto amenazó la capacidad de mantener el sistema en funcionamiento.

## Descripción

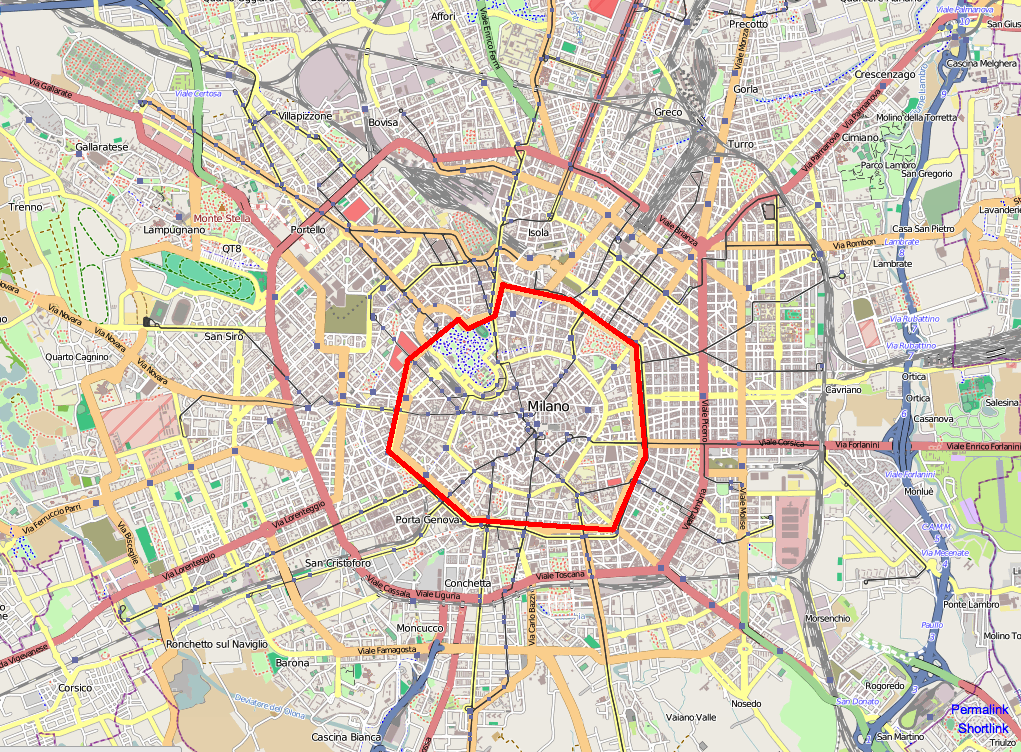
Zona C de tráfico restringido (ZTL)

El cargo se aplica a todos los vehículos que ingresan al centro de la ciudad de lunes a viernes de 7:30 a. m. a 7:30 p. m. Los jueves la operación funciona solo hasta las 6 p. m.. Todo vehículo que entre en la zona debe pagar €5 independientemente de su nivel de contaminación. Los residentes dentro del área restringida también deben pagar para llegar a sus casas pero tienen 40 accesos gratuitos al año y una tarifa con descuento de €2.
El acceso al área está prohibido para diesel Euro 3 o menor, gasolina Euro 0 y vehículos privados mayores de 7 metros (7,7 yd) de largo. Los vehículos eléctricos, motocicletas y scooters, vehículos de servicios públicos, vehículos policiales y de emergencia, autobuses y taxis están exentos del cargo. Los vehículos híbridos eléctricos y bicombustibles a gas natural (GNC y GLP) estuvieron exentos hasta el 1 de enero de 2013. Posteriormente, esta exención se extendió hasta finales de 2016.
El programa se suspendió temporalmente entre el 25 de julio y el 17 de septiembre de 2012 debido a un fallo del Consejo de Estado tras las protestas de los propietarios de aparcamientos en el centro de Milán. Tras la suspensión del verano de 2012, la entrada a la zona es gratuita a partir de las 18 horas del jueves. 
| Clase de motor → Niveles euros → | Gasolina | Gasolina | Gasolina | Gasolina | Gasolina | Gasolina | Gasolina   | Diésel | Diésel | Diésel | Diésel     | Diésel     | Diésel     | Diésel     | Híbrido / bicombustible | Eléctrico | Scooters |
| Clase de motor → Niveles euros → | 6        | 5        | 4        | 3        | 2        | 1        | 0          | 6      | 5      | 4      | 3          | 2          | 1          | 0          | Híbrido / bicombustible | Eléctrico | Scooters |
| -------------------------------- | -------- | -------- | -------- | -------- | -------- | -------- | ---------- | ------ | ------ | ------ | ---------- | ---------- | ---------- | ---------- | ----------------------- | --------- | -------- |
| no residentes                    | 5 €      | 5 €      | 5 €      | 5 €      | 5 €      | 5 €      | prohibido  | 5 €    | 5 €    | 5 €    | prohibido  | prohibido  | prohibido  | prohibido  | gratis1                 | gratis    | gratis   |
| residentes2                      | 2 €      | 2 €      | 2 €      | 2 €      | 2 €      | 2 €      | prohibido  | 2 €    | 2 €    | 2 €    | prohibido  | prohibido  | prohibido  | prohibido  | gratis1                 | gratis    | gratis   |
| comercial                        | 3 €      | 3 €      | 3 €      | 3 €      | 3 €      | 3 €      | prohibido  | 3 €    | 3 €    | 3 €    | prohibido  | prohibido  | prohibido  | prohibido  | gratis1                 | gratis    | N / A    |
| servicio público3                | gratis   | gratis   | gratis   | gratis   | gratis   | gratis   | prohibido4 | gratis | gratis | gratis | prohibido4 | prohibido4 | prohibido4 | prohibido4 | gratis                  | gratis    | N / A    |

1. hasta septiembre de 2022
2. los residentes también tienen 40 accesos gratuitos al año 
3. incluye transporte público, vehículos de emergencia, taxis 
4. con excepciones
Vehículos con chófer (en italiano: Noleggio con conducente, NCC) con más de 9 asientos pagan tarifas de entrada más altas, desde €40 hasta € 00, dependiendo de la longitud del vehículo.

## Resultados

### Primeros resultados

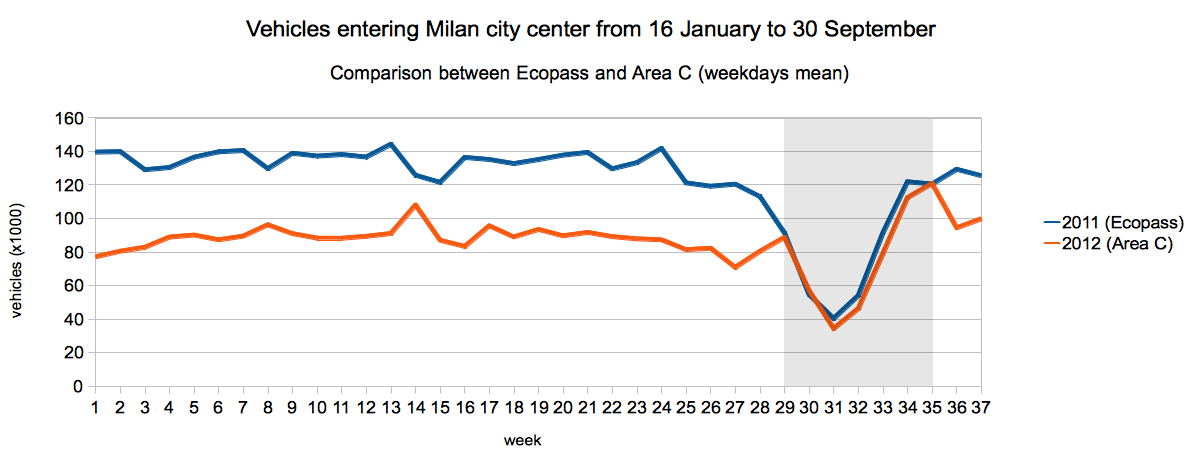
Una comparación entre los vehículos que ingresan al centro de la ciudad de Milán en promedio por día de la semana con el cargo por contaminación Ecopass (2011) y el cargo por congestión del Área C (2012). Semanas del 16 de enero al 30 de septiembre. El programa se suspendió durante las semanas 29 a 35. Datos de Comune di Milano

En el primer mes la cantidad de coches que ingresaron al centro de la ciudad disminuyeron un 33% con un total de unos 700.000 vehículos menos durante el mes o unos 40.000 por día. También se informó una disminución sustancial en la congestión del tráfico en el área restringida, mientras que el tráfico fuera del área se mantuvo sin cambios. El cargo por congestión no afectó de manera apreciable los niveles de contaminación, con la excepción del nivel de carbón negro, que disminuyó en aproximadamente un 30% en el ZTL. 
Los datos de los dos primeros meses mostraron una disminución del tráfico también fuera de la zona restringida. Hubo una reducción de alrededor del 6% de vehículos fuera de la ZTL en comparación con los mismos meses de 2011.
La reducción de la congestión en el centro de la ciudad resultó en un aumento de la velocidad promedio del transporte público, especialmente para los autobuses y durante las horas pico. Si bien ha habido un aumento de solo alrededor del 3% durante todo el día, la velocidad promedio en la hora pico de la mañana (8-9 a. m.) para el transporte público de superficie fue aproximadamente un 10% más alta que los niveles previos al Área C.
La reducción del tráfico dentro del área restringida del Área C desde su implementación, en comparación con el mismo período del año anterior, fue del 34,3% al 30 de abril de 2012. La reducción total del tráfico en la zona de Milán fue de aproximadamente un 7%  Al 30 de septiembre de 2012, la Zona C había estado en funcionamiento durante un total de 140 días (desde el 16 de enero). Durante este período ha habido una disminución del 32,8% en los vehículos que ingresan al área, en comparación con 2011.

### Resultados posteriores
Los resultados posteriores confirman la tendencia decreciente de la congestión del tráfico en la ciudad. En los primeros 6 meses de 2015 el promedio de autos que ingresaron al área restringida fue 28,6% menor que en el mismo período de 2011, durante Ecopass.
Hubo 21,6 millones de entradas al área restringida en 2014 durante el tiempo de operación del Área C.La mayoría de los usuarios ingresan al área restringida solo unas pocas veces al año, y alrededor de dos tercios de los automóviles ingresaron 4 veces o menos durante 2014. Además, la mayoría de los residentes (71%) que vivían dentro de la zona no consumieron los 40 permisos gratuitos al año.
Teniendo en cuenta una estimación de la disposición a pagar por la reducción de PM10, un estudio estimó que la ganancia producida por el Área C solo a partir de las reducciones de la contaminación del aire solo es $3 mil millones. Esto es a pesar del hecho de que la flota de vehículos de Milán es relativamente poco contaminante en comparación con otras ciudades del mundo. 

## Ingresos

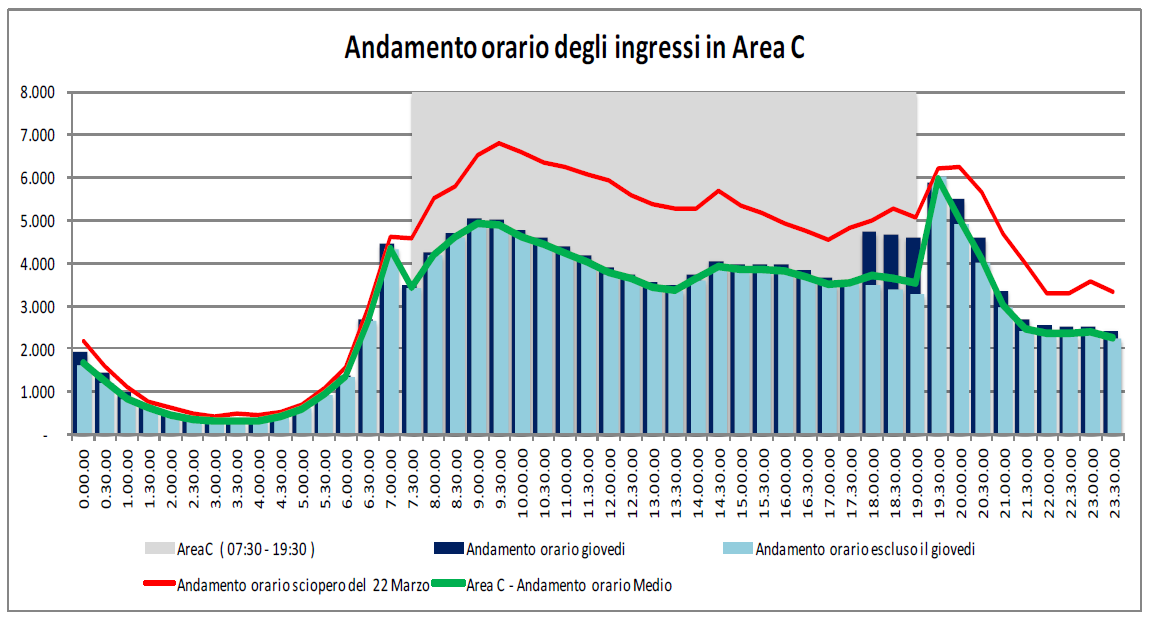
Vehículos que ingresan al Área C de Milán durante el día. En celeste: durante la jornada laboral media excepto los jueves; En azul oscuro: durante un jueves promedio (tasa del Área C solo hasta las 6 p. m.); En rojo: durante una jornada laboral con el Área C inactiva (debido a una huelga); En verde: promedio durante el Área C (incluidos los jueves). El sombreado gris representa el período normal de activación de la tasa de congestión.

Todas las ganancias netas del plan se invierten para promover la movilidad sostenible y las políticas para reducir la contaminación del aire, incluida la remodelación, la protección y el desarrollo del transporte público, la "movilidad suave" (peatones, bicicletas, Zona 30) y sistemas para racionalizar la distribución de bienes. En 2012, el programa tuvo unos ingresos totales de unos 20,3 millones de euros y unos beneficios netos después de los gastos de más de 13 millones de euros. Estos recursos se utilizaron para aumentar el servicio en el metro de Milán, en la red de transporte público de superficie y para financiar la extensión del programa de bicicletas compartidas BikeMi

## Críticas y controversias
El Área C, como su predecesor Ecopass, recibió muchas críticas, especialmente de políticos de derecha. Se llevaron a cabo manifestaciones contra el Área C y se envió al alcalde Giuliano Pisapia un correo de odio que contenía un casquillo de bala y un texto contra el cargo de congestión.
Los opositores promovieron un referéndum para detener el programa. Sin embargo, los promotores del referéndum no lograron alcanzar el número mínimo de firmas para proponerlo.
Las protestas de los propietarios de aparcamientos en el centro, que vieron una disminución de las ganancias, llevaron a un fallo del Consejo de Estado que suspendió el programa el 25 de julio en espera de nuevas investigaciones sobre la legitimidad del plan. Posteriormente, la Zona C se reintrodujo el 17 de septiembre.

## Área B

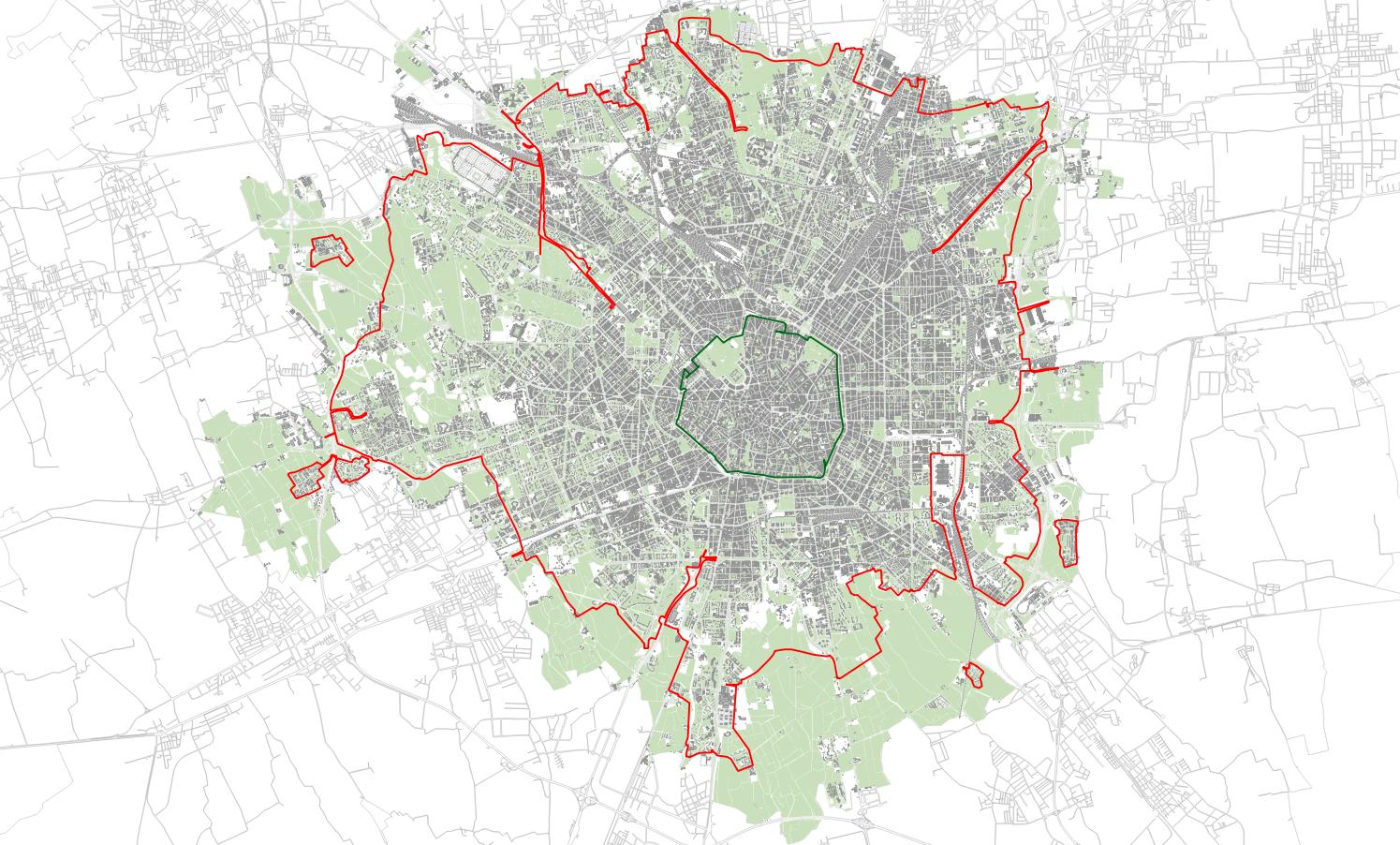
Mapa de Milán con los límites del Área C (verde) y el Área B (rojo)

El Área B es una zona de tráfico restringido basada en un área más grande que se activó el 25 de febrero de 2019. Se introdujo para restringir el acceso a la ciudad a los vehículos más contaminantes y a los vehículos grandes.